# Moana Carcasses Kalosil
Moana Carcasses Kalosil, nacido el 27 de enero de 1963, es un político ecologista vanuatuense y fue el primer ministro de Vanuatu desde el 23 de marzo de 2013 hasta el 15 de mayo de 2014. Es también el primer ciudadano nacionalizado de Vanuatu en llegar a ser primer ministro del país.

## Biografía
Moana Carcasses nació el 27 de enero de 1963 en Tahití, Polinesia Francesa. Su madre era tahitiana, mientras que su padre, francés, era de la región circundante a Carcasona, al Sur de Francia.

### Carrera política
Sirvió como Ministro de Exteriores para el primer ministro Edward Natapei entre 2003 y 2004. Tras las elecciones parlamentarias, fue nombrado Ministro de Economía el 28 de julio de 2004 por el primer ministro Serge Vohor, manteniendo este cargo cuando Ham Lini se hizo primer ministro a finales de 2004. El 14 de noviembre de 2005 fue cesado por Lini por razones desconocidas.
Como miembro del partido verde de Vanuatu, la Confederación Verde de Vanuatu, se fue a la oposición cuando abandonó su cartera ministerial en noviembre de 2005. En ese momento se convirtió en el sublíder de la oposición.
En las elecciones generales de septiembre de 2008, conservó su escaño, al igual que el liderazgo de la Confederación Verde de Vanuatu, y pasó a ser el encargado de mantener la disciplina del voto de la oposición contra el gobierno del primer ministro Edward Natapei.
En diciembre de 2008, él y su compañero parlamentario Ralph Regenvanu fueron arrestados, detenidos por la policía durante 24 horas y acusados de "ocultar y ayudar a prisioneros", "obstrucción policial" y "encubrimiento de delito" en relación con la fuga de 30 convictos de la prisión principal del país, en Port Vila. Aunque Regenvanu admitió haber conocido los planes de la fuga y de haber colaborado con fugitivos para encontrarles refugio en la sede del Consejo Nacional de Jefes de Vanuatu, no está claro qué papel jugó presuntamente Carcasses en estos sucesos. Fueron puestos en libertad provisionalmente y fueron llevados a juicio en febrero de 2009. En enero de 2009, el gobierno del primer ministro Edward Natapei declaró que consideraría solicitar la suspensión parlamentaria de Regenvanu y Carcasses a causa de las acusaciones. En septiembre de 2009, el Tribunal Supremo les absolvió de todos los cargos a ambos.
En diciembre de 2009, durante una remodelación ministerial, Carcasses abandonó la oposición y se unió al gobierno de Natapei, siendo ministro del Interior. Defendió que el desempleo de Vanuatu debería resolverse animando a los jóvenes a volver a trabajar en la agricultura en sus áreas rurales de nacimiento y producir su propia comida, en vez de emigrar a Port Vila, donde les costaría encontrar empleo. Se unió al Gobierno como líder de la alianza informal de diputados de varios partidos pequeños y de tres diputados independientes.
Como ministro del Interior y de Trabajo, declaró que ha impedido que trabajadores chinos sin cualificación en el sector de la construcción obtengan o renueven sus permisos de trabajo "porque esta gente quiere quitarles el trabajo a los vanuatuenses. Mi política es que los indígenas de Vanuatu son la prioridad".
En diciembre de 2010, cuando el gobierno de Natapei fue depuesto en una moción de censura, Carcasses apoyó a su sucesor Sato Kilman y consiguió la cartera del ministerio de economía en el nuevo gobierno. Sin embargo, Kilman fue depuesto en otra moción de censura el 24 de abril de 2011 y Carcasses perdió su cargo en el gobierno. Lo recuperó tres semanas después, el 13 de mayo, cuando la corte de apelación anuló la elección del nuevo gobierno de Serge Vohor por fundamentos constitucionales y se restauró el gobierno de Kilman. Duró sólo un mes; el 16 de junio la presidencia de Kilman fue anulada por fundamentos constitucionales por el presidente del Tribunal Supremo, Vincent Lunabek, y Carcasses perdió su puesto una vez más. Lo recuperó el 26 de junio cuando Kilman fue restaurado como primer ministro por el parlamento y se restableció su Gobierno.

### Primer ministro de Vanuatu
Carcasses mantuvo su escaño en las elecciones generales de octubre de 2012 y su confianza en el gobierno de Kilman, del cual, sin embargo, ya no fue miembro. Se sentó como backbencher del Gobierno hasta el 20 de marzo de 2013, cuando fue uno de los 8 diputados que se unieron a la oposición para forzar la dimisión de Kilman. Tres días después, el Parlamento eligió a Carcasses como primer ministro, con el apoyo de 34 diputados de un total de 52. Es el primer extranjero en liderar el país, motivo de objeción para su elección por parte de su predecesor.
Además de centrarse en el medioambiente, como con la creación del Ministerio de Planificación y Cambio Climático, la prensa ha destacado "su apoyo incondicional a la causa [movimiento independentista] de Papúa Occidental", y su oposición a la participación de Indonesia como observador en el Grupo Melanesio Punta de Lanza, postura que contrasta con la de su predecesor.
Ha encargado a su ministro de Asuntos Exteriores, Edward Natapei, el desmantelamiento de la venta de pasaportes diplomáticos llevada a cabo por gobiernos anteriores. En los primeros días del gobierno de Carcasses, los pasaportes de "unos diez" diplomáticos fueron revocados, con indicaciones de que más de dos tercios de los diplomáticos del país podían perder su posición debido a que su designación no había seguido los procedimientos adecuados.